# Taekwondo nos Jogos Olímpicos de Verão de 2020 - Até 58 kg masculino
A categoria até 58 kg masculino do taekwondo nos Jogos Olímpicos de Verão de 2020 ocorreu em 24 de julho de 2021 no Makuhari Messe, em Tóquio. Um total de 16 taekwondistas, cada um representando um Comitê Olímpico Nacional (CON), participaram do evento.

## Qualificação
Um total de 16 vagas foram atribuídas para a categoria até 58 kg masculino, cada um representando um CON, conforme abaixo:
- 6 pelo Ranking Olímpico da WTF de dezembro de 2019;
- 2 pelo torneio qualificatório africano;
- 1 pelo torneio qualificatório da Oceania;
- 2 pelo torneio qualificatório pan-americano;
- 2 pelo torneio qualificatório europeu;
- 2 pelo torneio qualificatório asiático;
- 1 para o país-sede (Japão).

## Formato
A competição consiste em um torneio de eliminação simples, com uma repescagem usada para determinar os vencedores das duas medalhas de bronze. Os dois finalistas se enfrentam pelas medalhas de ouro e prata. Cada lutador que perde para um dos dois finalistas segue para a repescagem, culminando em duas lutas pela medalha de bronze.

## Calendário
Horário local (UTC+9)
| Data                | Horário | Fase                |
| ------------------- | ------- | ------------------- |
| 24 de julho de 2021 | 10:25   | Oitavas de final    |
| 24 de julho de 2021 | 14:15   | Quartas de final    |
| 24 de julho de 2021 | 16:15   | Semifinal           |
| 24 de julho de 2021 | 19:15   | Repescagem          |
| 24 de julho de 2021 | 20:45   | Disputa pelo bronze |
| 24 de julho de 2021 | 21:45   | Final               |

## Medalhistas
| Ouro   | ITA Vito Dell'Aquila               |
| Prata  | TUN Mohamed Khalil Jendoubi        |
| Bronze | ROC Mikhail Artamonov KOR Jang Jun |

## Resultados
A competição foi realizada em um único dia (24 de julho) até a definição dos medalhistas:

### Chaveamento
|  | Oitavas de final              | Oitavas de final              | Oitavas de final |  |  | Quartas de final            | Quartas de final            | Quartas de final     |    |                             | Semifinais                  | Semifinais                  | Semifinais |  |  | Final | Final | Final |
|  |                               |                               |                  |  |  |                             |                             |                      |    |                             |                             |                             |            |  |  |       |       |       |
|  | 13ETH Solomon Demse           | 13ETH Solomon Demse           | 22               |  |  |                             |                             |                      |    |                             |                             |                             |            |  |  |       |       |       |
|  | 4JPN Sergio Suzuki            | 4JPN Sergio Suzuki            | 2                |  |  | ETH Solomon Demse           | ETH Solomon Demse           | 9                    |    |                             |                             |                             |            |  |  |       |       |       |
|  | 5ROC Mikhail Artamonov        | 5ROC Mikhail Artamonov        | 18               |  |  | TUN Mohamed Khalil Jendoubi | TUN Mohamed Khalil Jendoubi | 32                   |    |                             |                             |                             |            |  |  |       |       |       |
|  | 12TUN Mohamed Khalil Jendoubi | 12TUN Mohamed Khalil Jendoubi | 25               |  |  |                             |                             |                      |    | TUN Mohamed Khalil Jendoubi | TUN Mohamed Khalil Jendoubi | 25                          |            |  |  |       |       |       |
|  | 9POR Rui Bragança             | 9POR Rui Bragança             | 9                |  |  |                             | KOR Jang Jun                | KOR Jang Jun         | 19 |                             |                             |                             |            |  |  |       |       |       |
|  | 8ESP Adrián Vicente           | 8ESP Adrián Vicente           | 24               |  |  | ESP Adrián Vicente          | ESP Adrián Vicente          | 19                   |    |                             |                             |                             |            |  |  |       |       |       |
|  | 1KOR Jang Jun                 | 1KOR Jang Jun                 | 26               |  |  | KOR Jang Jun                | KOR Jang Jun                | 24                   |    |                             |                             |                             |            |  |  |       |       |       |
|  | 16PHI Kurt Bryan Barbosa      | 16PHI Kurt Bryan Barbosa      | 6                |  |  |                             |                             |                      |    |                             | TUN Mohamed Khalil Jendoubi | TUN Mohamed Khalil Jendoubi | 12         |  |  |       |       |       |
|  | 15HUN Omar Salim              | 15HUN Omar Salim              | 13               |  |  |                             | ITA Vito Dell'Aquila        | ITA Vito Dell'Aquila | 16 |                             |                             |                             |            |  |  |       |       |       |
|  | 2ITA Vito Dell'Aquila         | 2ITA Vito Dell'Aquila         | 26               |  |  | ITA Vito Dell'Aquila        | ITA Vito Dell'Aquila        | 37                   |    |                             |                             |                             |            |  |  |       |       |       |
|  | 7AUS Safwan Khalil            | 7AUS Safwan Khalil            | 7                |  |  | THA Ramnarong Sawekwiharee  | THA Ramnarong Sawekwiharee  | 17                   |    |                             |                             |                             |            |  |  |       |       |       |
|  | 10THA Ramnarong Sawekwiharee  | 10THA Ramnarong Sawekwiharee  | 23               |  |  |                             |                             |                      |    | ITA Vito Dell'Aquila        | ITA Vito Dell'Aquila        | 29                          |            |  |  |       |       |       |
|  | 11ARG Lucas Guzmán            | 11ARG Lucas Guzmán            | 22               |  |  |                             | ARG Lucas Guzmán            | ARG Lucas Guzmán     | 10 |                             |                             |                             |            |  |  |       |       |       |
|  | 6IRL Jack Woolley             | 6IRL Jack Woolley             | 19               |  |  | ARG Lucas Guzmán            | ARG Lucas Guzmán            | 26                   |    |                             |                             |                             |            |  |  |       |       |       |
|  | 3IRI Armin Hadipour           | 3IRI Armin Hadipour           | 22               |  |  | IRI Armin Hadipour          | IRI Armin Hadipour          | 6                    |    |                             |                             |                             |            |  |  |       |       |       |
|  | 14COL Jefferson Ochoa         | 14COL Jefferson Ochoa         | 19               |  |  |                             |                             |                      |    |                             |                             |                             |            |  |  |       |       |       |

### Repescagem
|  | Repescagem                 | Repescagem |                |    | Disputa pelo bronze | Disputa pelo bronze |
|  |                            |            |                |    |                     |                     |
|  |                            |            |                |    |                     |                     |
|  |                            |            |                |    |                     |                     |
|  |                            |            |                |    |                     |                     |
|  |                            |            |                |    |                     |                     |
|  |                            |            |                |    |                     |                     |
|  | KOR Jang Jun               | 46         |                |    |                     |                     |
|  | KOR Jang Jun               | 46         |                |    |                     |                     |
|  |                            |            | HUN Omar Salim | 16 |                     |                     |
|  | HUN Omar Salim             | 43         | HUN Omar Salim | 16 |                     |                     |
|  | HUN Omar Salim             | 43         |                |    |                     |                     |
|  | THA Ramnarong Sawekwiharee | 22         |                |    |                     |                     |
|  | THA Ramnarong Sawekwiharee | 22         |                |    |                     |                     |

|  | Repescagem            | Repescagem |                       |    | Disputa pelo bronze | Disputa pelo bronze |
|  |                       |            |                       |    |                     |                     |
|  |                       |            |                       |    |                     |                     |
|  |                       |            |                       |    |                     |                     |
|  |                       |            |                       |    |                     |                     |
|  |                       |            |                       |    |                     |                     |
|  |                       |            |                       |    |                     |                     |
|  | ARG Lucas Guzmán      | 10         |                       |    |                     |                     |
|  | ARG Lucas Guzmán      | 10         |                       |    |                     |                     |
|  |                       |            | ROC Mikhail Artamonov | 15 |                     |                     |
|  | ROC Mikhail Artamonov | 27         | ROC Mikhail Artamonov | 15 |                     |                     |
|  | ROC Mikhail Artamonov | 27         |                       |    |                     |                     |
|  | ETH Solomon Demse     | 5          |                       |    |                     |                     |
|  | ETH Solomon Demse     | 5          |                       |    |                     |                     |